# 陈寿灿
陈寿灿（1962年10月—），浙江余姚人，教授、博士生导师，1983年毕业于北京大学哲学系，2008年在职取得武汉大学博士学位。1997年到1999年挂职任宁波海曙区政府区长助理。历任浙江财经学院学生处处长、科研处处长、院长助理，2001年3月任浙江财经学院副院长。2011年11月任浙江工商大学副校长。2014年2月，任浙江工商大学党委副书记。2015年10月，任浙江工商大学校长。
研究领域为马克思主义理论、宪治伦理、传统德治思想与现代中国道德建设。